# Dimelaena radiata
Dimelaena radiata är en lavart som först beskrevs av Edward Tuckerman, och fick sitt nu gällande namn av Johannes Müller Argoviensis. Dimelaena radiata ingår i släktet Dimelaena och familjen Physciaceae.   Inga underarter finns listade i Catalogue of Life.